# 曉麗苑

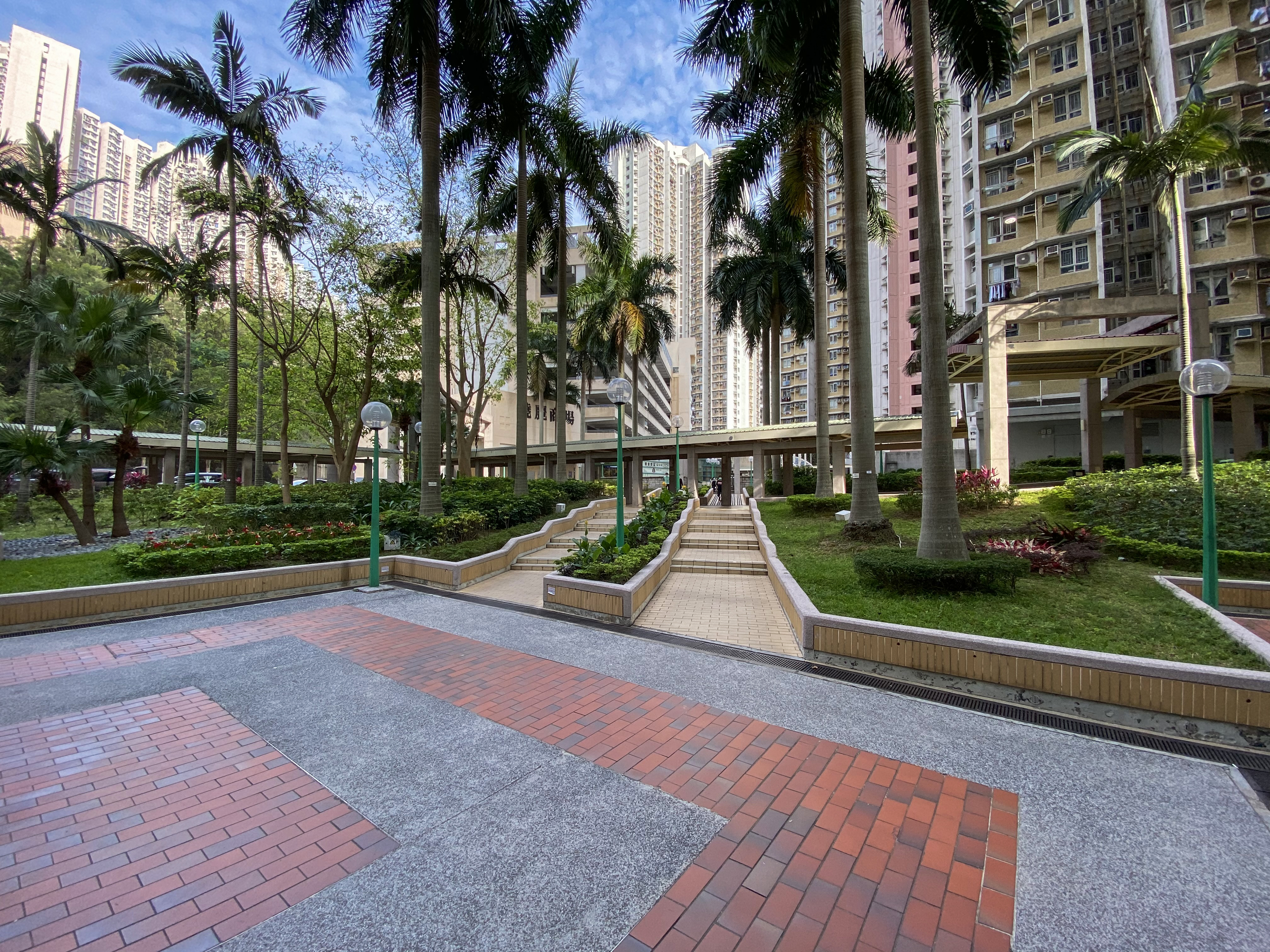
屋苑園林

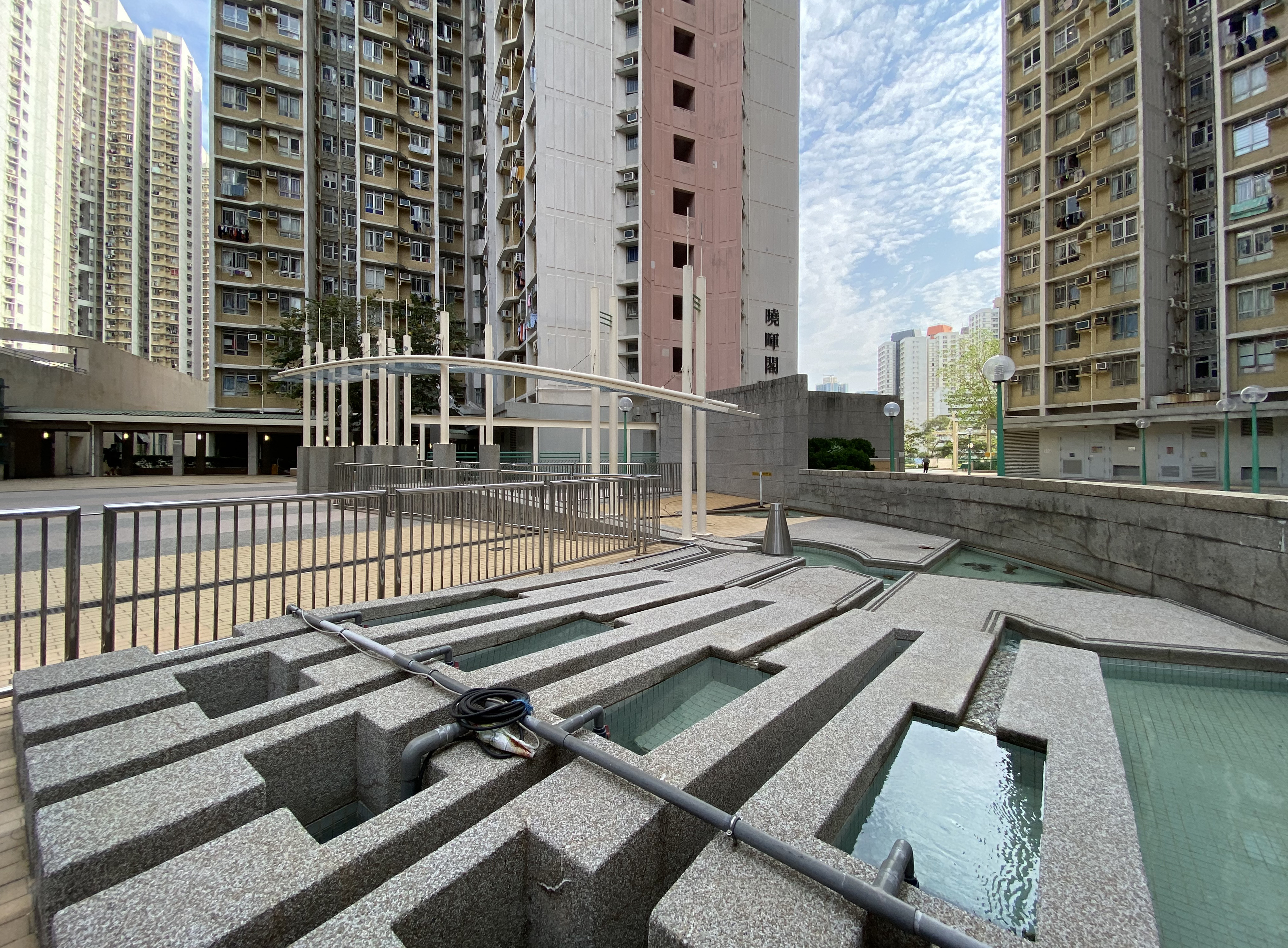
曉麗商場對出的水池曾經進行改裝

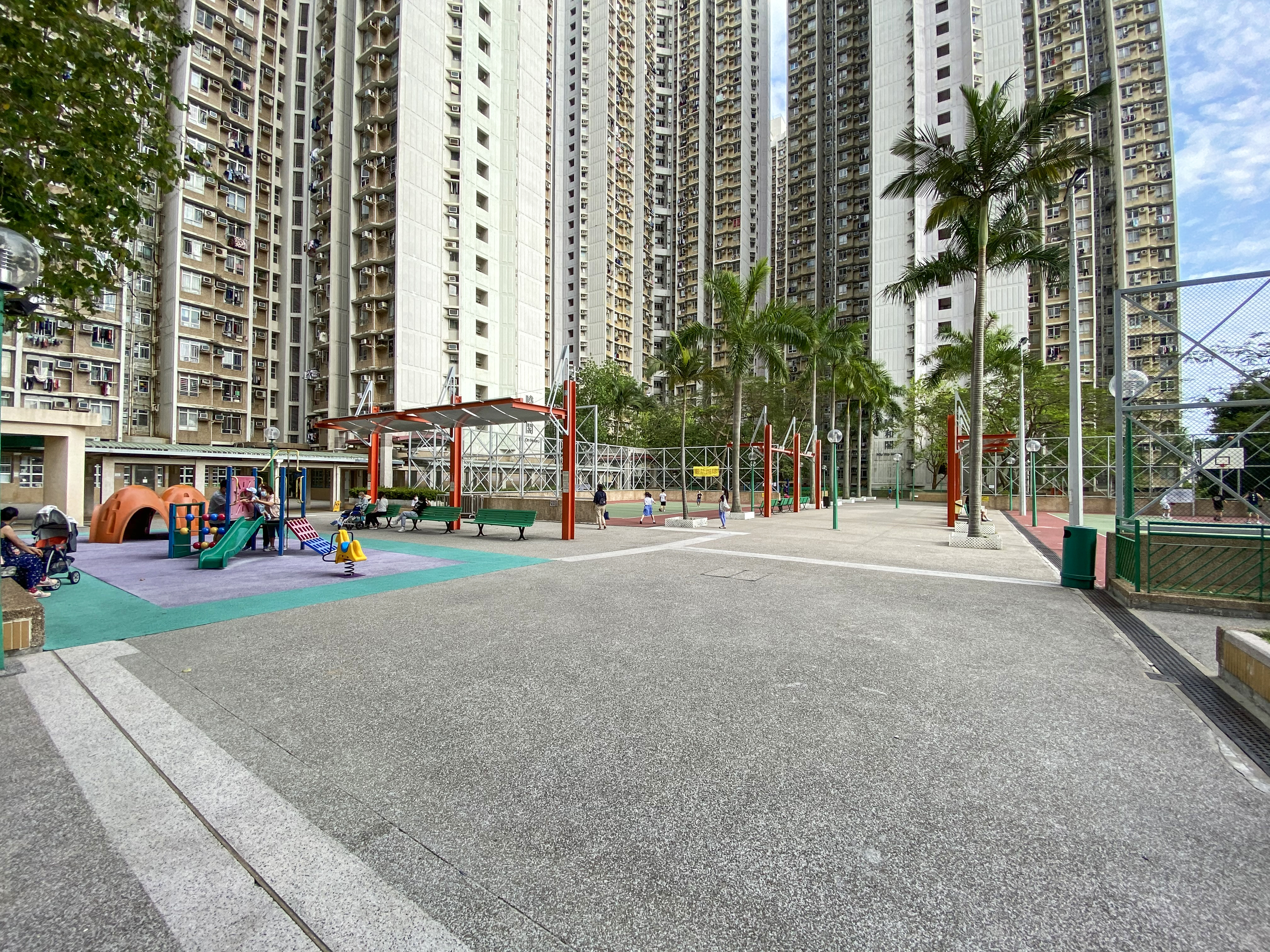
曉麗商場外的空地設有籃球場和排球場

曉麗苑（英語：Hiu Lai Court）是香港房屋委員會的居者有其屋的計劃中的一個屋苑，位於香港觀塘區秀茂坪（新九龍內地段6205號，秀茂坪邨及基督教聯合醫院之間）；由香港房屋署總建築師（4）設計，於1997年建成，全部都屬和諧式居屋大廈（和諧一型），於居屋期數第16期乙、第17期甲及第17期乙推出。
原址為下秀茂坪徙置區（即秀茂坪邨1-17座），於1992年8月起拆卸，不少原來的居民遷至黃大仙東頭邨（首批）、觀塘翠屏南邨、德田邨或天水圍天耀邨（次批），當中後者成為天水圍新市鎮的第一批居民。

## 屋苑資料

### 樓宇

#### 曉麗苑
屋苑共有8座樓高38層住宅大廈，設有共有4種面積的單位，各約佔單位總數四分之一，而有大約一半的單位是建築面積超過800呎、擁有雙廁所的大型單位。
| 樓字名稱（座號） | 門牌號碼   | 樓宇類型                  | 落成年份      | 層數 | 每層伙數 | 每座單位總數（伙） | 建築師              | 承建商   | 提供升降機的廠商 | 房屋計劃               | 秀茂坪邨重建計劃期數（屋苑期數） |
| ---------------- | ---------- | ------------------------- | ------------- | ---- | -------- | ------------------ | ------------------- | -------- | ---------------- | ---------------------- | -------------------------------- |
| 曉天閣（A座）    | 曉光街21號 | 和諧一型第七款 （第三代） | 1997年2月5日  | 38   | 16       | 608                | 房屋署總建築師（4） | 保華德祥 | 通力             | 居者有其屋計劃第16期乙 | 4（1）                           |
| 曉星閣（B座）    | 曉光街21號 | 和諧一型第七款 （第三代） | 1997年2月5日  | 38   | 16       | 608                | 房屋署總建築師（4） | 保華德祥 | 通力             | 居者有其屋計劃第16期乙 | 4（1）                           |
| 曉晴閣（C座）    | 曉光街21號 | 和諧一型第七款 （第三代） | 1997年2月5日  | 38   | 16       | 608                | 房屋署總建築師（4） | 保華德祥 | 通力             | 居者有其屋計劃第16期乙 | 4（1）                           |
| 曉暉閣（D座）    | 曉光街21號 | 和諧一型第七款 （第三代） | 1997年2月5日  | 38   | 16       | 608                | 房屋署總建築師（4） | 保華德祥 | 通力             | 居者有其屋計劃第16期乙 | 4（1）                           |
| 曉安閣（E座）    | 曉光街21號 | 和諧一型第七款 （第三代） | 1997年2月28日 | 38   | 16       | 608                | 房屋署總建築師（4） | 中國建築 | 通力             | 居者有其屋計劃第17期甲 | 2（2）                           |
| 曉逸閣（F座）    | 曉光街21號 | 和諧一型第七款 （第三代） | 1997年2月28日 | 38   | 16       | 608                | 房屋署總建築師（4） | 中國建築 | 通力             | 居者有其屋計劃第17期甲 | 2（2）                           |
| 曉和閣（G座）    | 曉光街21號 | 和諧一型第七款 （第三代） | 1997年2月28日 | 38   | 16       | 608                | 房屋署總建築師（4） | 中國建築 | 通力             | 居者有其屋計劃第17期甲 | 2（2）                           |
| 曉順閣（H座）    | 曉光街21號 | 和諧一型第七款 （第三代） | 1997年2月28日 | 38   | 16       | 608                | 房屋署總建築師（4） | 中國建築 | 通力             | 居者有其屋計劃第17期乙 | 2（2）                           |

## 屋苑設施
屋苑設有多層停車場、4個兒童遊樂場、2個健體區、1個籃球場及1個排球場。而停車場天台設2個網球場和1個排球場，不過甚少人會使用。另設有自動電梯往返秀茂坪商場。

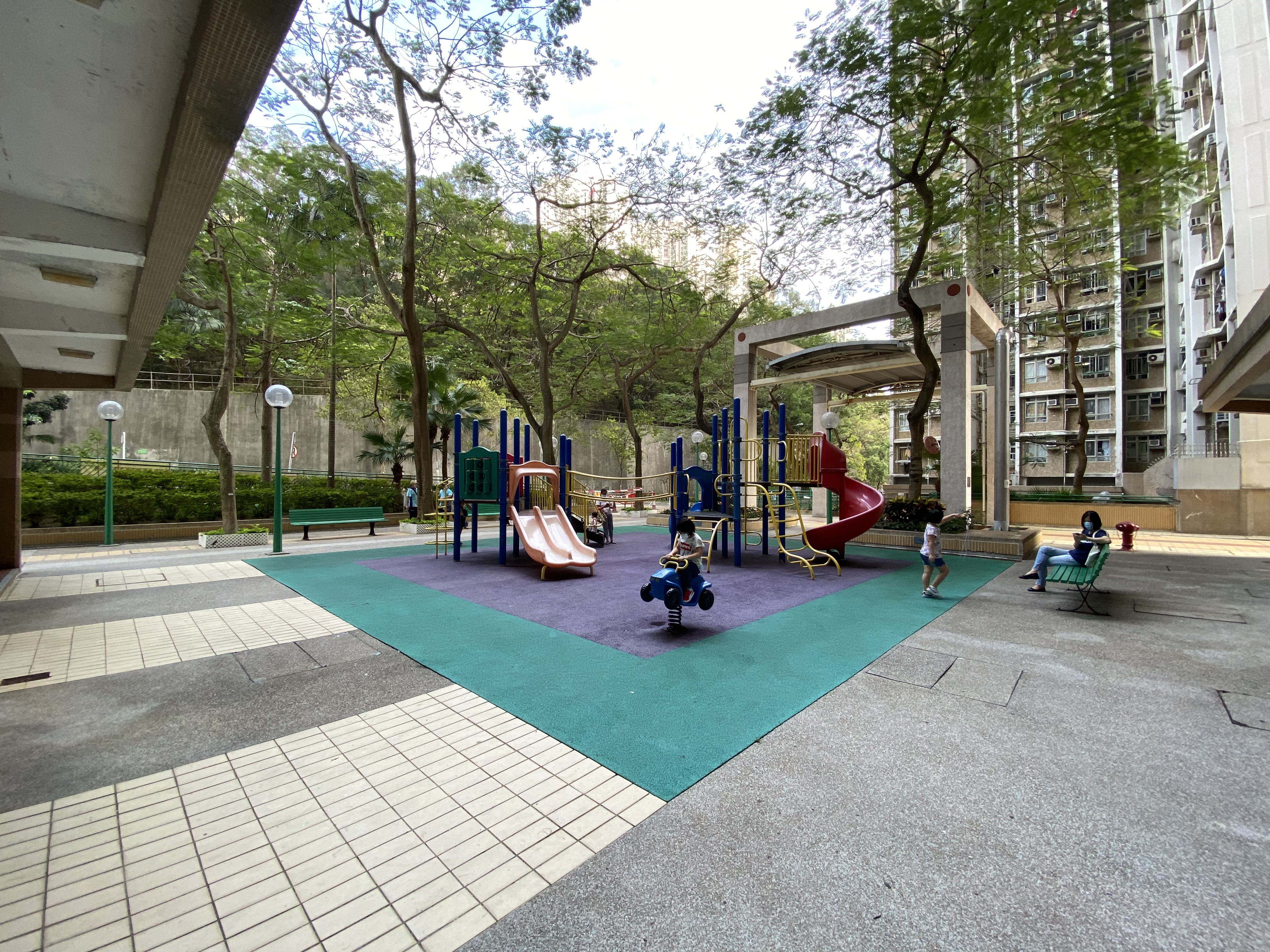
兒童遊樂場及彈簧椅（英语：Spring rider）
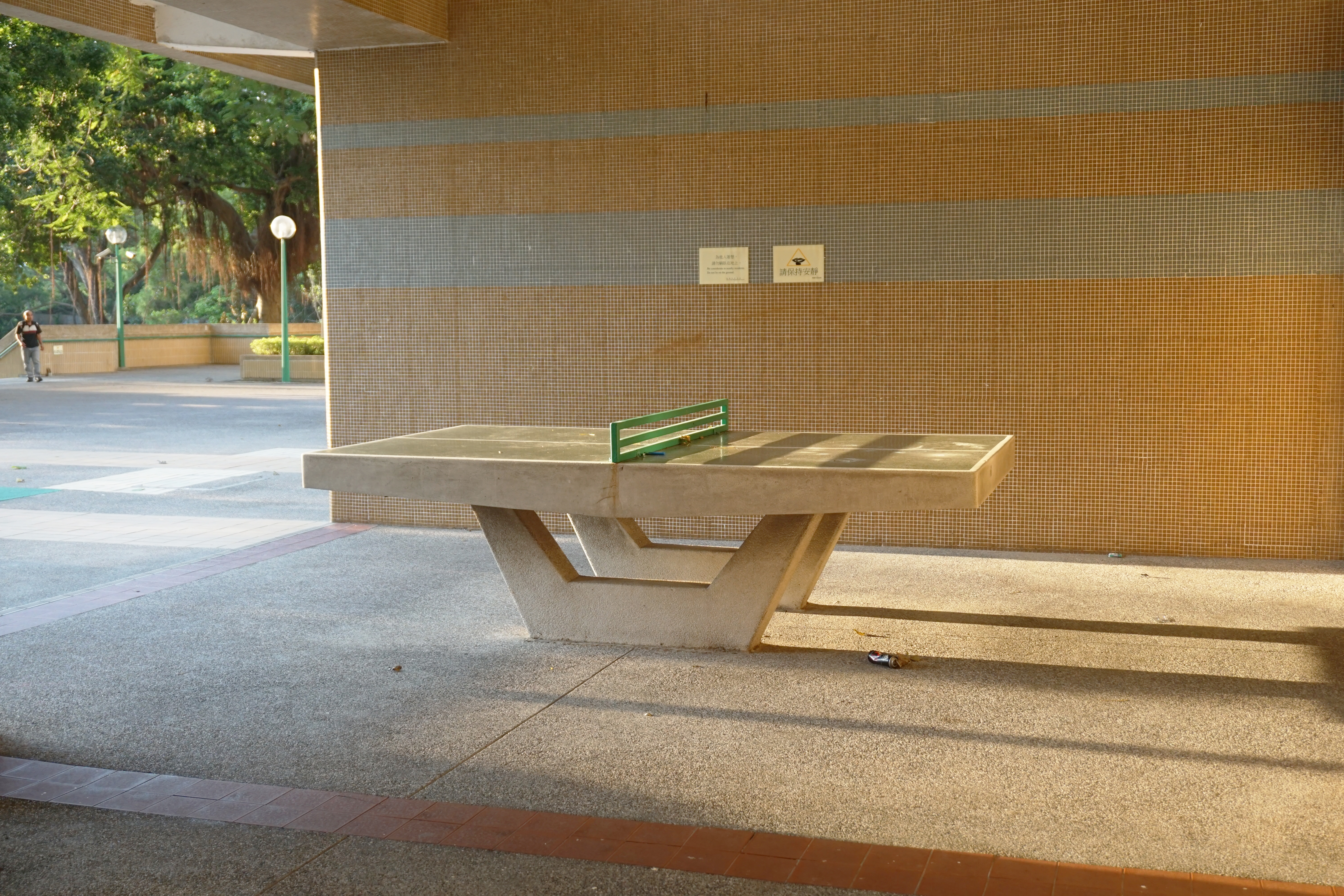
曉和閣地下設乒乓球枱
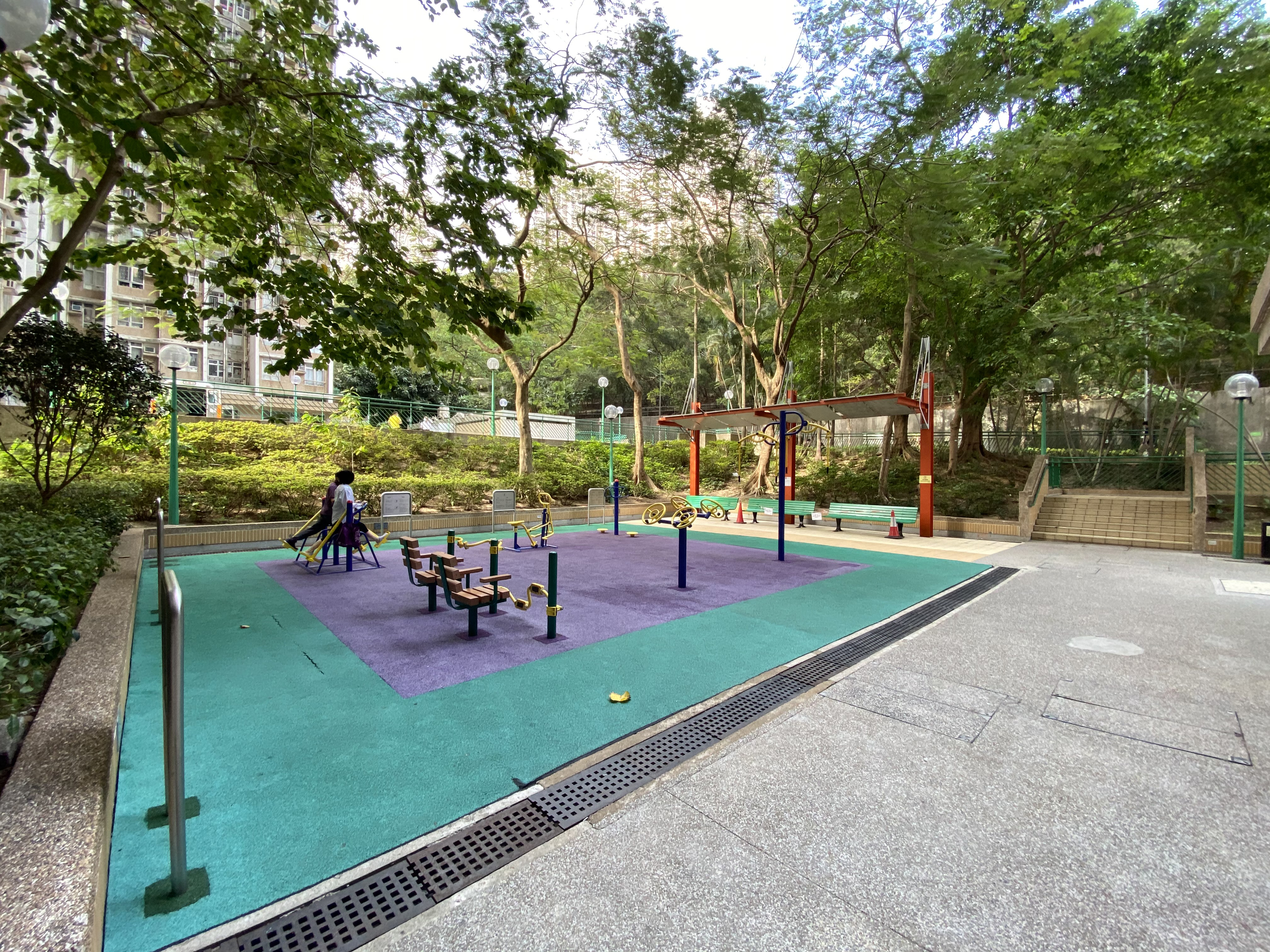
健體區
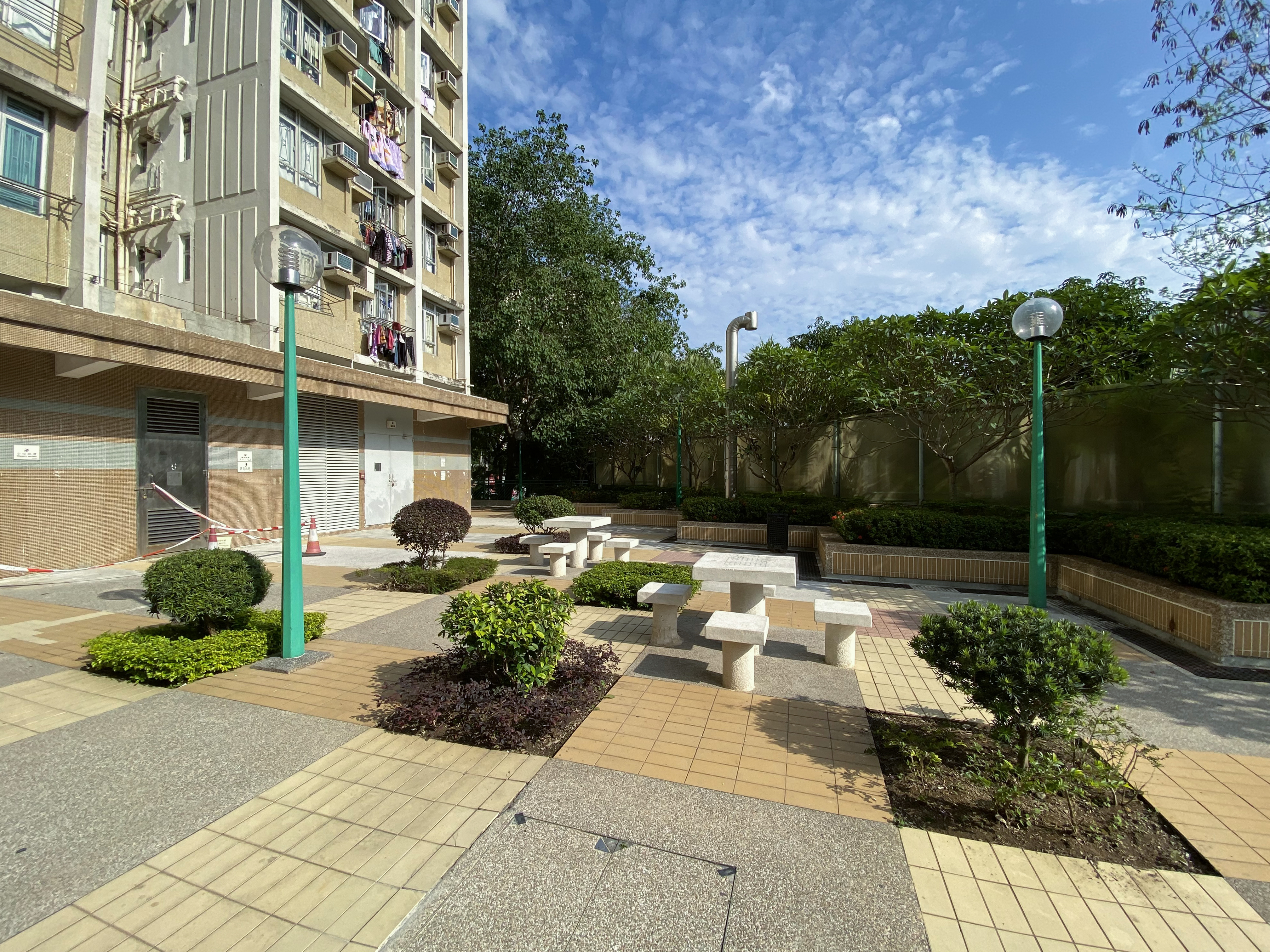
棋藝區
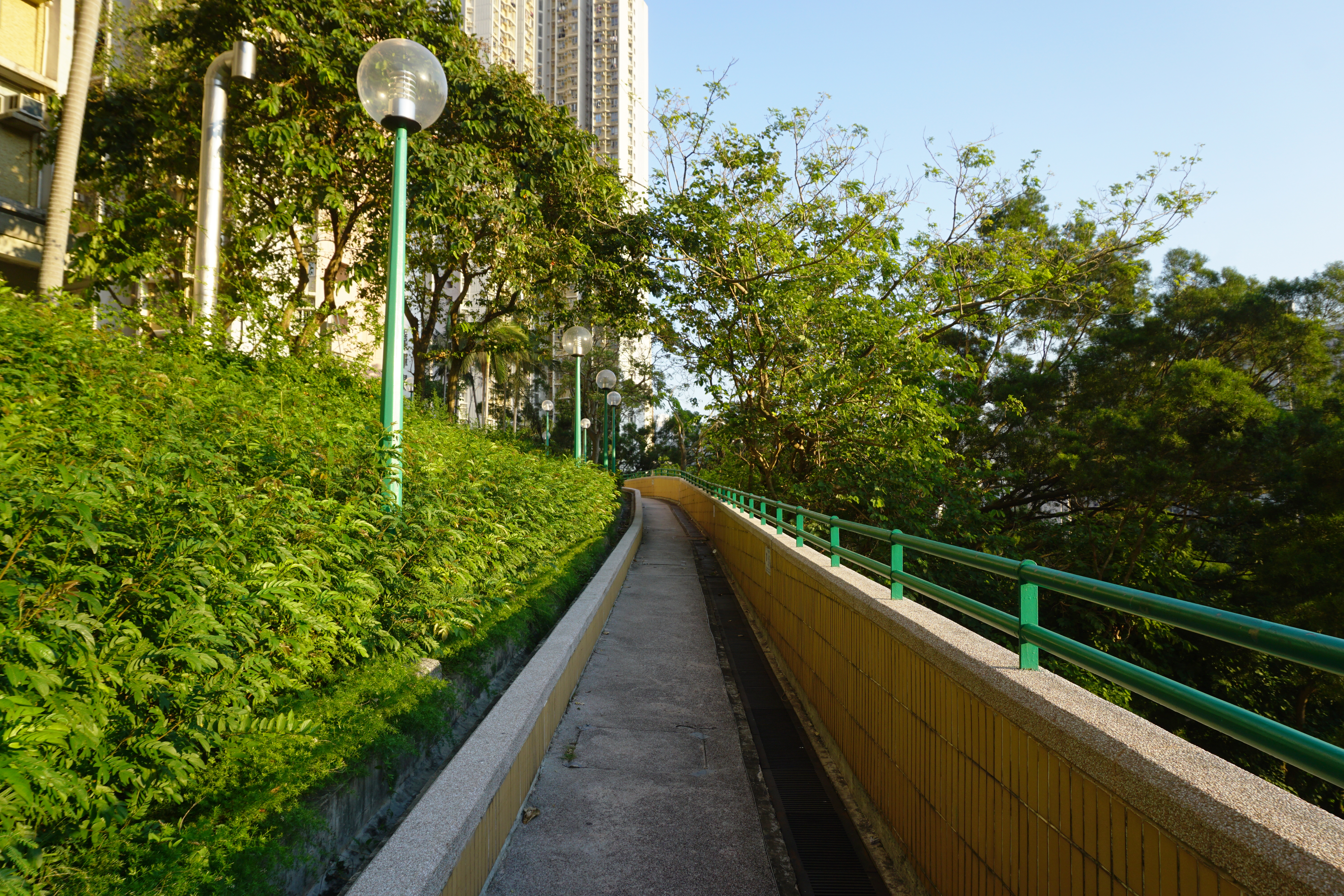
緩跑徑
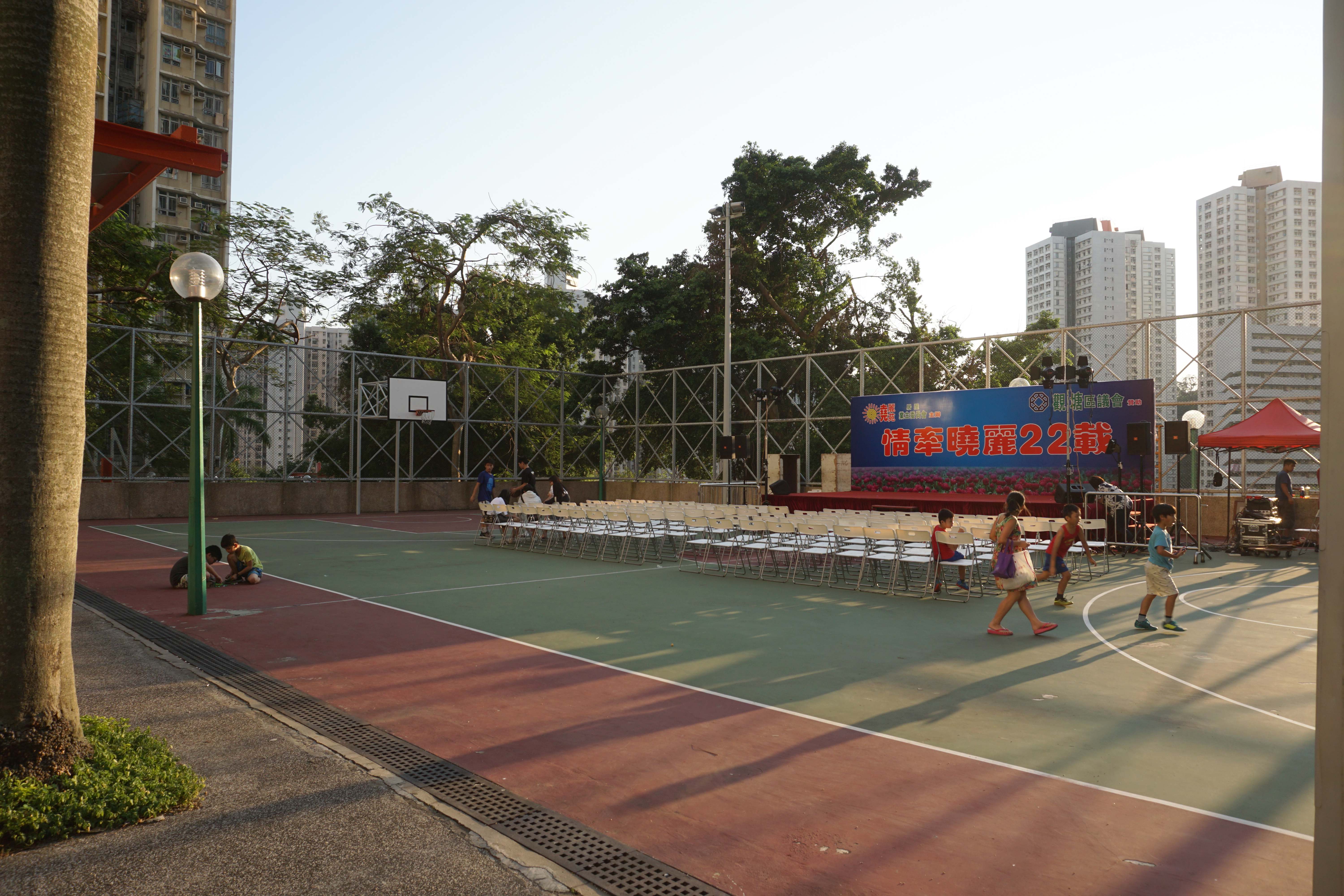
籃球場
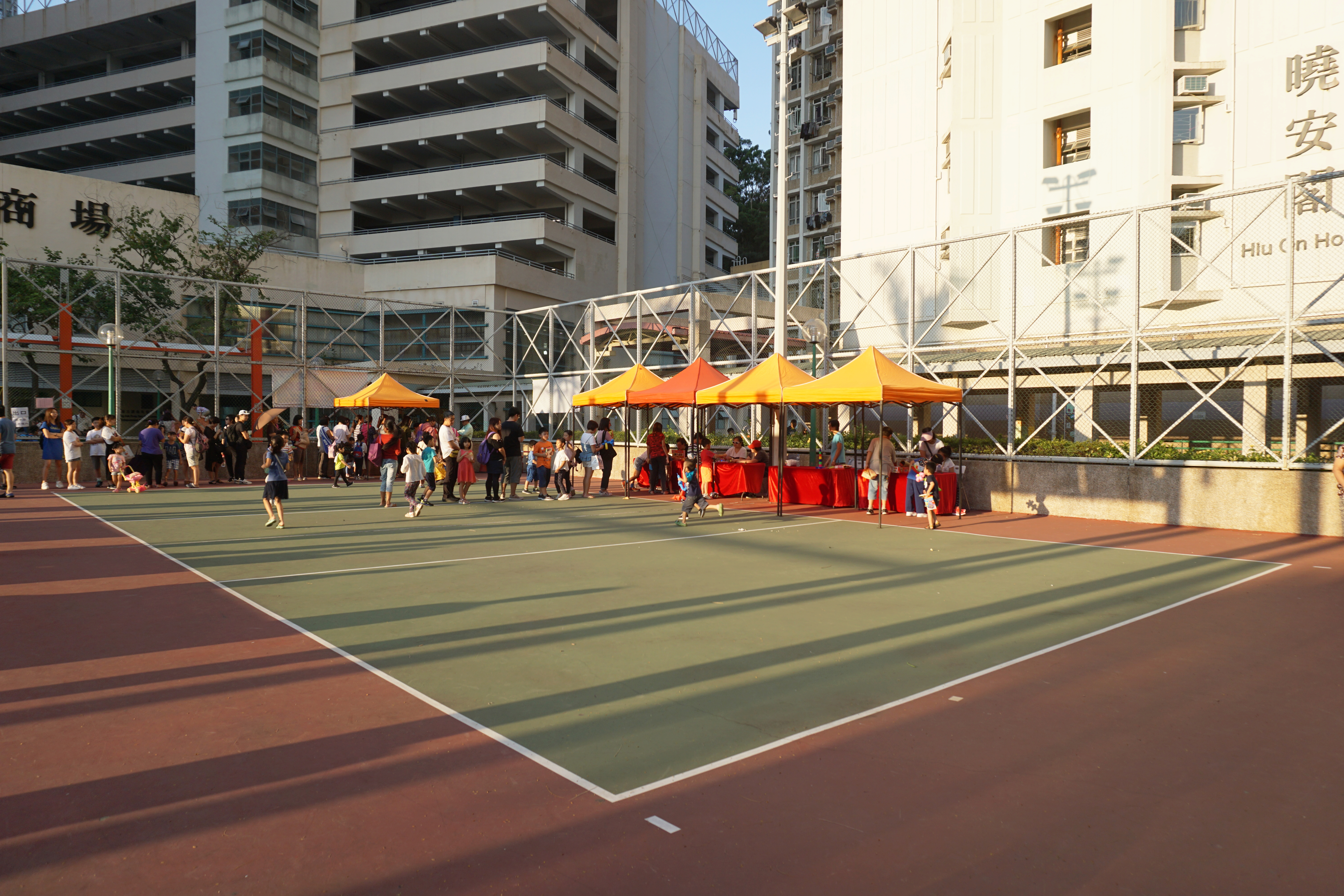
排球場
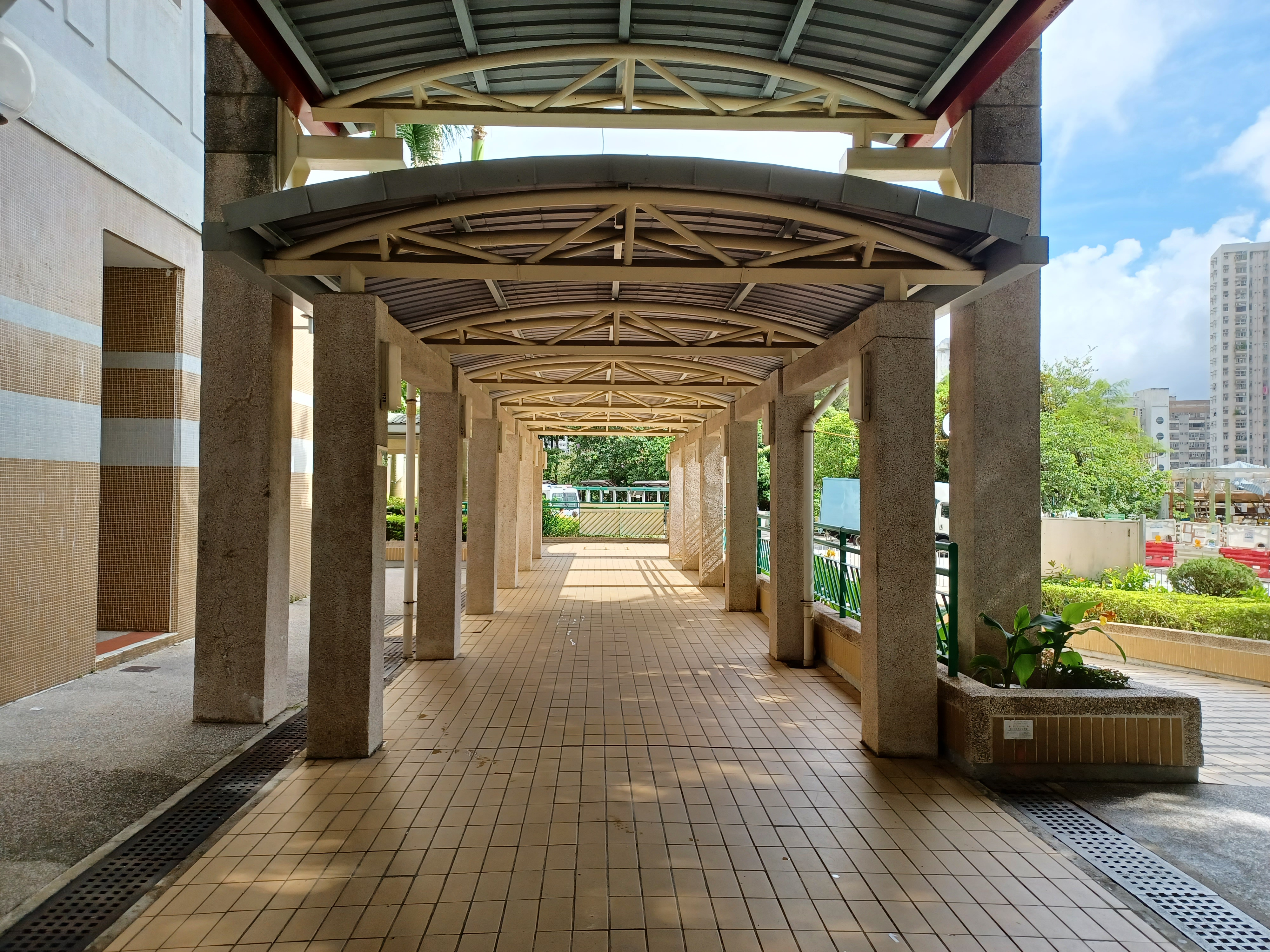
有蓋行人通道

### 曉麗商場
商場名為“曉麗商場”，樓高2層。地下設多間兒童補習中心和方譚遠良健樂中心，1樓設多間商店，主要包括百佳超級市場、7-11便利店、食材店、優廚食品、時裝店、診所、牙醫醫務所、零食店、小食店、洗衣店和茶餐廳等。自2005年起由領展管理，其停車場於2018年5月1日起加價，車位由月租3380元加至3800元，高於現時港島太古城住戶車位。

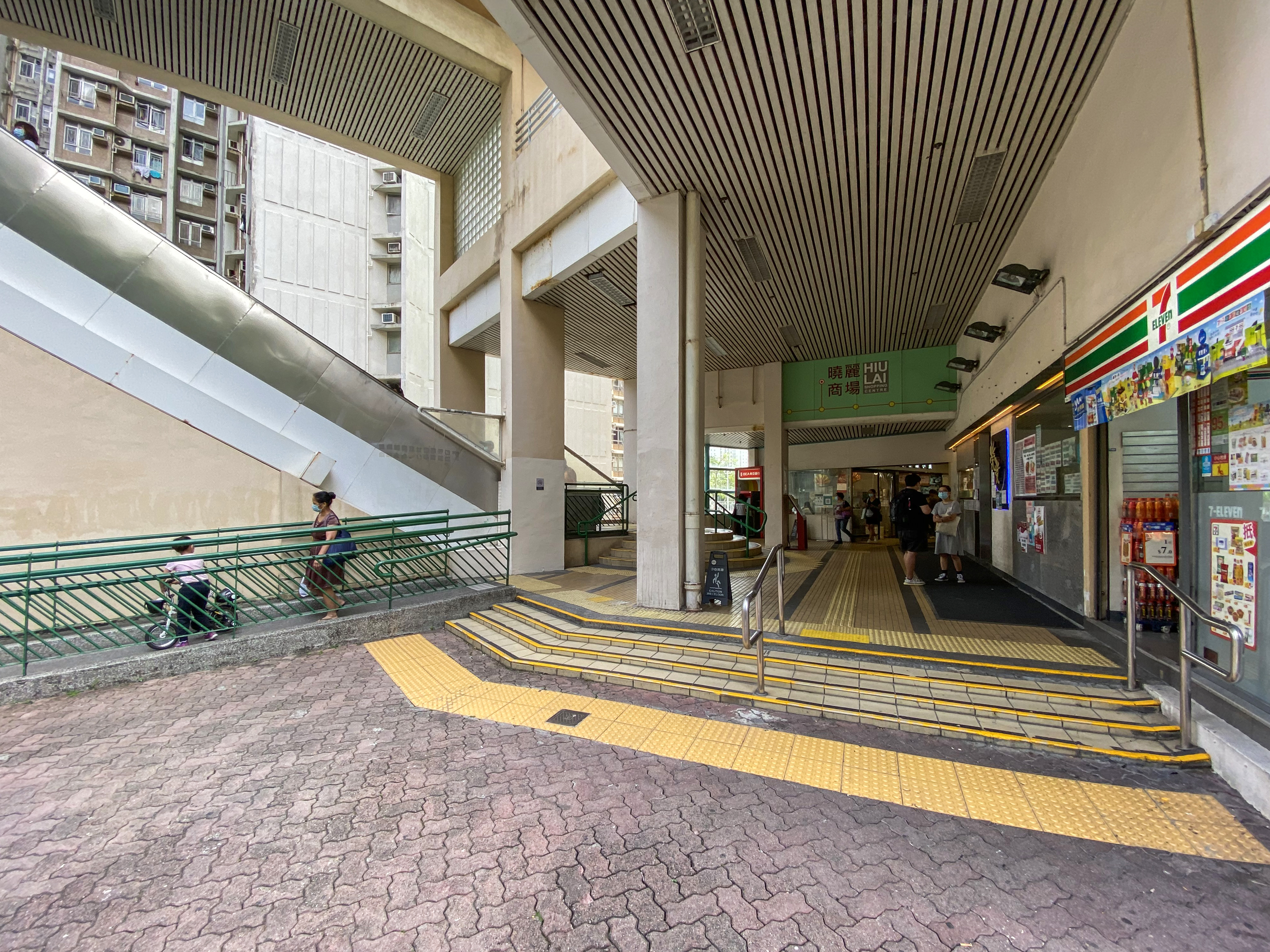
曉麗商場入口
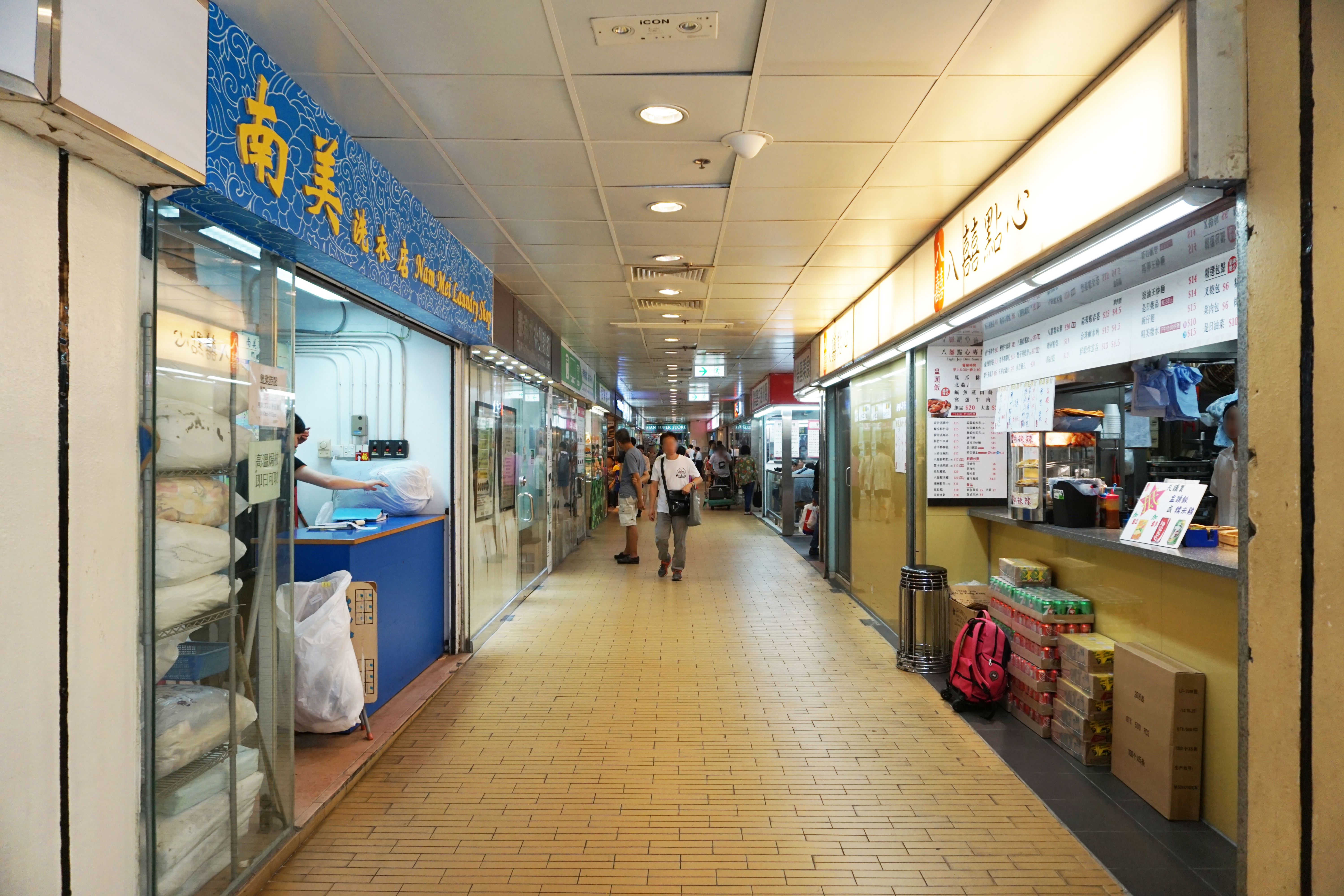
曉麗商場內貌
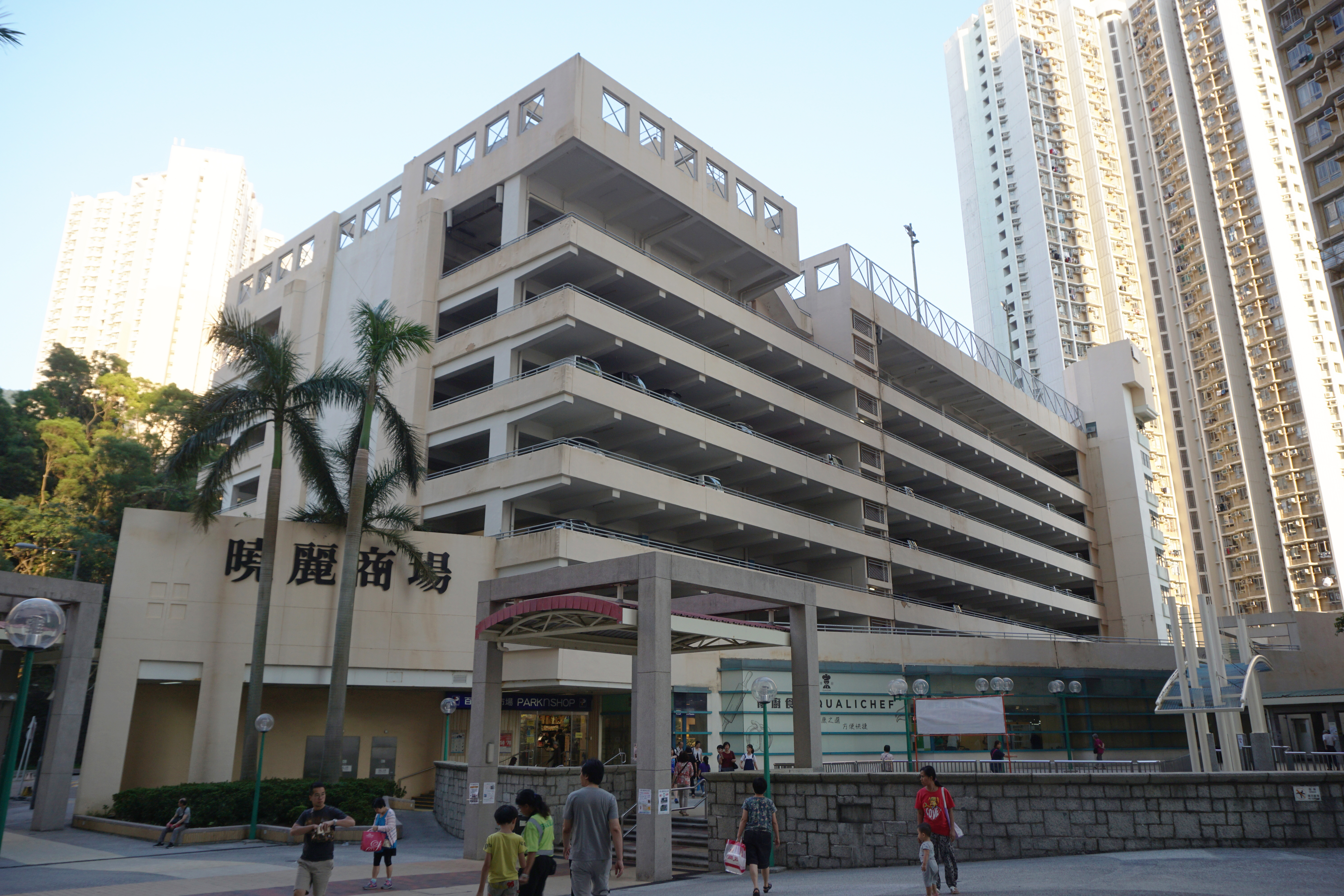
曉麗商場及停車場外貌

## 教育設施

### 幼稚園
- 路德會陳蒙恩幼稚園 （1997年創辦）（位於曉安閣（E座）地下）
- 宣道會秀茂坪陳李詠貞幼稚園  （1997年創辦）（位於曉天閣A座地下，將遷往高宏苑）

## 知名住客
- 蘇麗珍：曉麗選區前區議員、曉麗苑業主立案法團主席

## 事件

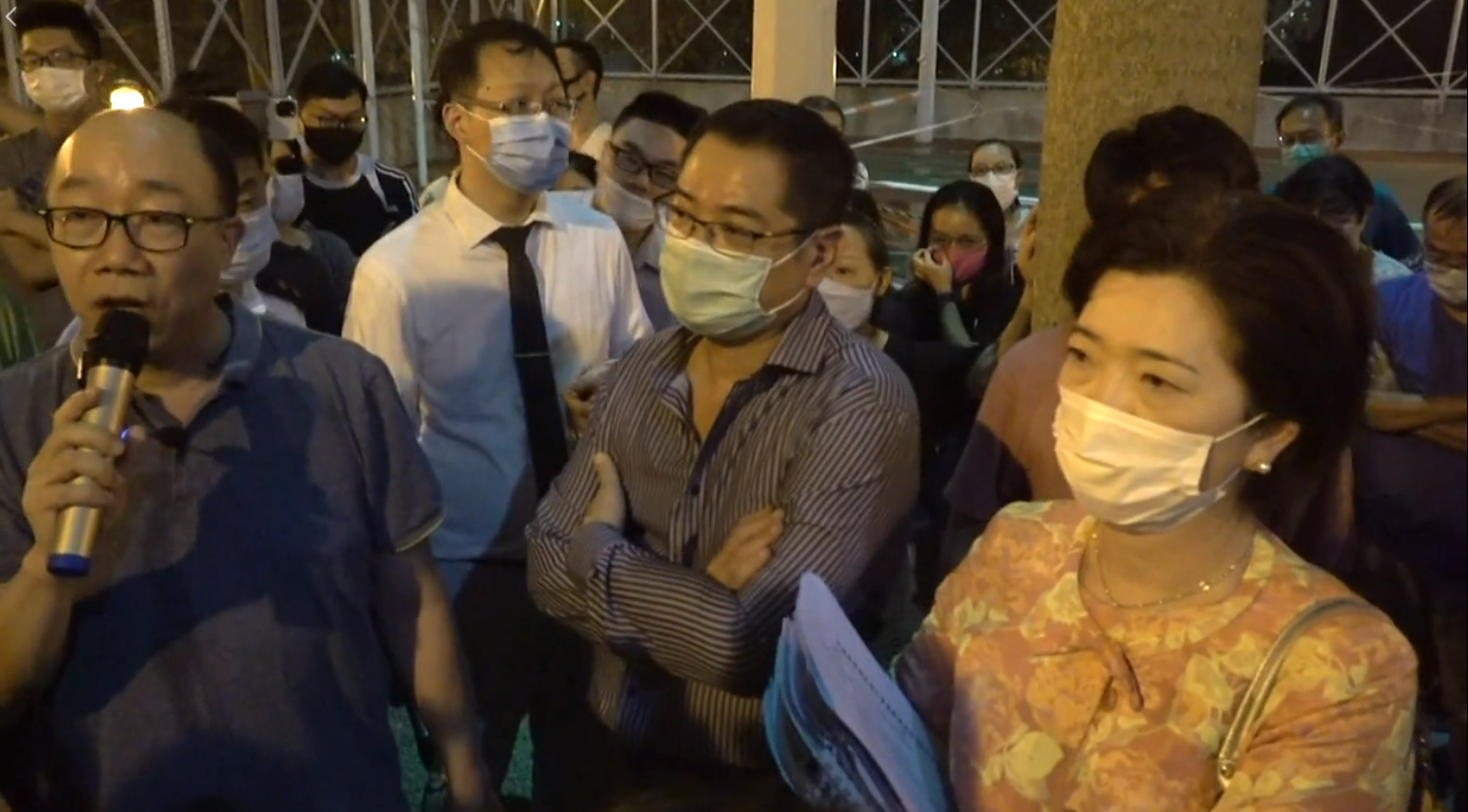
2020年5月28日，曉麗關注組召集人李志輝（左）和曉麗苑業主立案法團主席蘇麗珍（右）

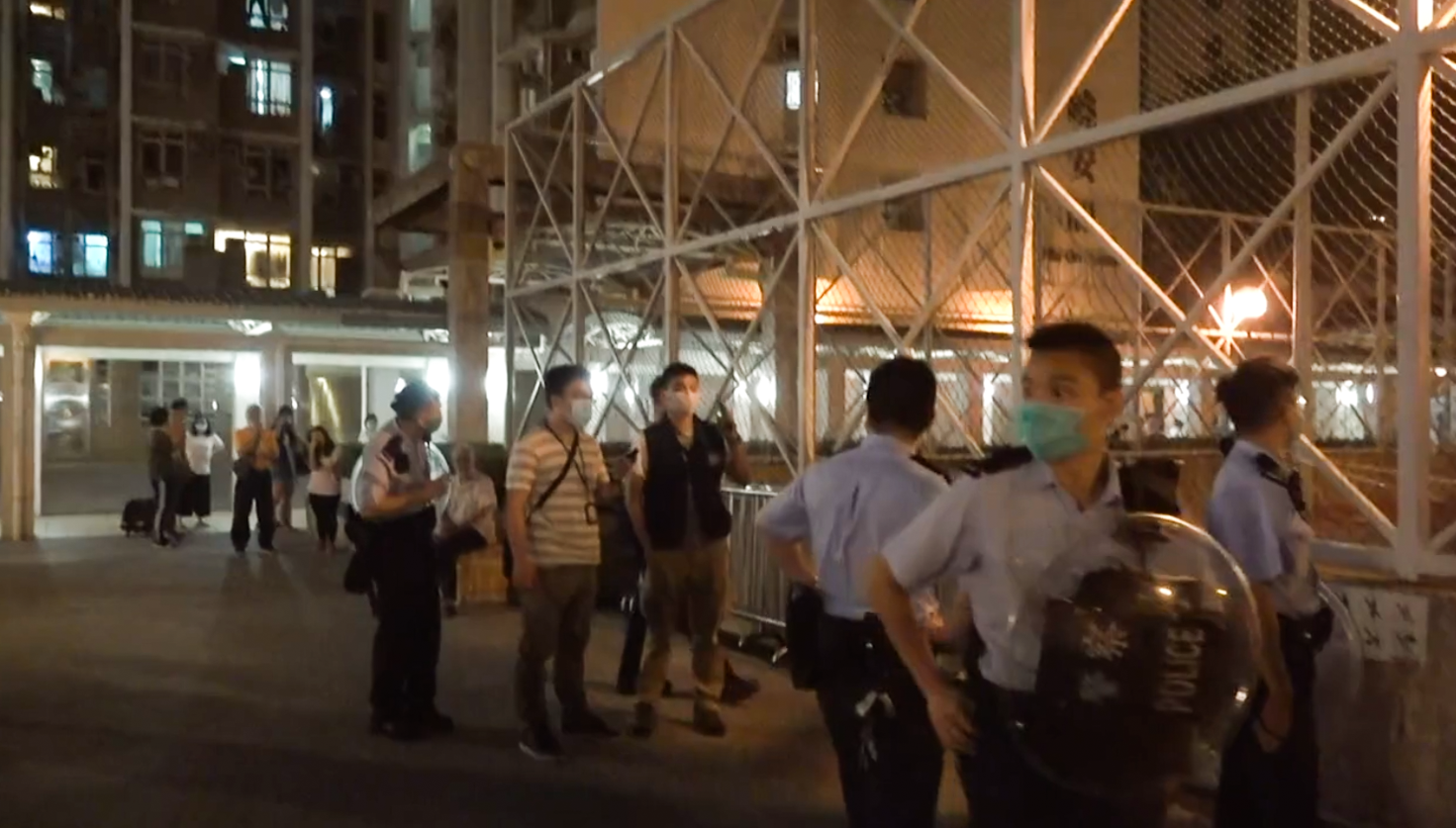
晚上11時，有警員到場戒備

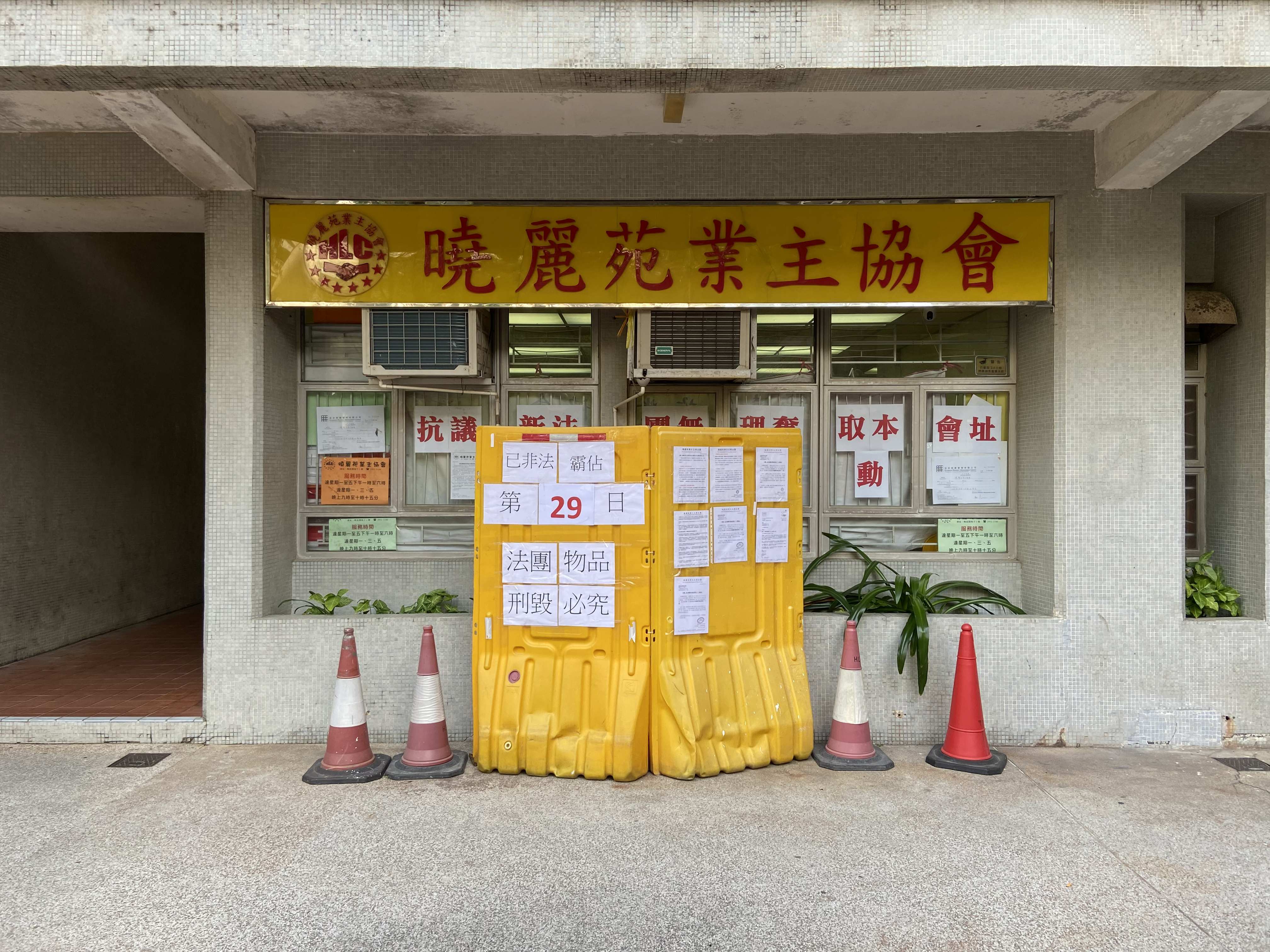
法團前主席蘇麗珍落敗後，仍然拒絕將業主協會會址交還

2020年，曉麗關注組發現最近屋苑水務出現嚴重問題，由污水滲漏，到半年內多個座數發生爆泵爆喉超過7至8次，有住戶投訴在下班時間無水洗澡，在疫情最嚴重期間更供鹹水近一星期。關注組其後發起簽名行動，要求召開業主大會重選法團。不過曉麗苑業主立案法團主席蘇麗珍未有依例於14日內召開業主特別大會。關注組表示，若法團最終仍然拒絕召開會議，或會交由土地審裁處處理。到5月28日，法團管委會舉行常務會議，過百居民到場包圍蘇麗珍，要求即時開會。蘇麗珍一直未有作聲，有人斥「收皮珍落台！做唔到比人做啦！」，一度眼泛淚光。由於有居民發生爭執，因此有人報警。到晚上11時，有5名持盾軍裝警進入球場內，四周亦有警員戒備。
到2020年，業主立案法團以疫情等理由，選舉一再延後。到2021年1月，曉麗苑居民關注組17名成員在無競爭下全數自動當選，奪回法團控制權。不過法團前主席落敗後仍然拒絕將會址交還。蘇麗珍更一度將寫有「濫權專橫、打壓異己」的紙箱及童軍制服放到會址外抗議，最後遭管理處移走。